# Космос-2371
Космос-2371 је један од преко 2400 совјетских вјештачких сателита лансираних у оквиру програма Космос.
Космос-2371 је лансиран са космодрома Тјуратам, Бајконур, Казахстан, 4. јула 2000. Ракета-носач Протон-К је поставила сателит у орбиту око планете Земље. 